# Renata Knapik-Miazga
Renata Knapik-Miazga, née le 15 juillet 1988, est une escrimeuse polonaise, pratiquant l'épée.

## Palmarès
- Jeux olympiques
  -  Médaille de bronze par équipes aux Jeux olympiques de 2024 à Paris

- Championnats du monde
  -  Médaille d'or par équipes aux championnats du monde 2023 à Milan
  -  Médaille de bronze par équipes aux championnats du monde 2017 à Leipzig
  -  Médaille de bronze par équipes auxn championnats du monde 2022 au Caire

- Championnats d'Europe
  -  Médaille d'or par équipes aux Championnats d'Europe 2019 à Düsseldorf
  -  Médaille d'argent par équipes aux Championnats d'Europe 2018 à Novi Sad
  -  Médaille de bronze en individuel aux Championnats d'Europe 2016 à Toruń
  -  Médaille de bronze en individuel aux Championnats d'Europe 2013 à Zagreb

### Championnats de Pologne
- Championne de Pologne en 2012
- Médaille de bronze en 2008